# Bobby "Blue" Bland
Robert Calvin "Bobby" Bland (27 de janeiro de 1930 – 23 de junho de 2013), também conhecido como Bobby "Blue" Bland, foi um cantor estadunidense de blues.
Iniciou sua carreira entre 1950 e 1952, mas conseguiu seu primeiro sucesso comercial somente em 1957 com a gravação da música Farther Up the Road, que atingiu o primeiro lugar nas paradas de sucesso R&B e ficou na posição no.43 no Hot 100 da revista Billboard.
Seu último sucesso que chegou ao primeiro lugar das paradas R&B foi That's the way love is em 1963.
Bland continuou se apresentando até pouco antes de sua morte, que ocorreu em 23 de junho de 2013. Segundo familiares ele estava doente há algum tempo, sendo a causa da morte não declarada. Bland tinha 83 anos e estava em sua casa em Germantown, Tennessee, um subúrbio de Memphis.

## Premiações
Bland foi introduzido ao Blues Hall of Fame em 1981, e ao Rock and Roll Hall of Fame em 1992, recebeu o prêmio Grammy Lifetime Achievement Award em 1997.

## Discografia

### Álbuns de estúdio
- Two Steps from the Blues (Duke 1961/MCA 2002)
- Here's the Man! - 1962 (Duke Records)
- Call On Me/That's The Way Love Is - 1963 (Duke Records)
- Ain't Nothing You Can Do - 1964 (Duke Records)
- The Soul of The Man - 1966 (Duke Records)
- Touch of The Blues - 1967 (Duke Records)
- Spotlighting The Man - 1969 (Duke Records)
- His California Album - 1973 (Dunhill Records)
- Dreamer - 1974 (Dunhill Records)
- Get On Down - 1975 (ABC Records)
- Reflections In Blue - 1977 (ABC Records)
- Come Fly With Me - 1978  (ABC Records)
- I Feel Good, I Feel Fine - 1979  (MCA Records)
- Sweet Vibrations - 1980 (MCA 27076) (tributo para Joe Scott)
- Try Me, I'm Real - 1981 (MCA 5233)
- Here We Go Again - 1982 (MCA 5297)
- Tell Mr Bland - 1983 (MCA 5425)
- You've Got Me Loving You - 1984 (MCA 52436)
- Members Only - 1985  (Malaco Records)
- After All - 1986  (Malaco Records)
- Blues You Can Use - 1987 (Malaco Records)
- Midnight Run - 1989 (Malaco Records)
- Portrait of the Blues - 1991 (Malaco Records)
- Years of Tears - 1993 (Malaco Records)
- Sad Street - 1995 (Malaco Records)
- Memphis Monday Morning - 1998 (Malaco Records)
- Blues At Midnight - 2003 (Malaco Records)

### Álbuns ao vivo
- Together for the First Time (with B.B. King) - 1974 (ABC)
- Bobby Bland and B. B. King Together Again...Live - 1976 (ABC)
- Live On Beale Street - 1998 (Malaco Records)

### Colaborações
- Blues Consolidated - 1958 (Duke Records) (com Junior Parker)

### Coletâneas
- The Best Of - 1967 (Duke Records)
- The Best Of Volume 2 - 1968 (Duke Records)
- First Class Blues - 1987 (Malaco Records)
- The Anthology - 2001 (MCA Records)
- I Pity the Fool / The Duke Recordings, Vol. 1 (MCA, 1992)
- Turn on Your Love Light / The Duke Recordings Vol. 2
- That Did It! The Duke Recordings Vol. 3